# Puerto del Rosario
Puerto del Rosario (Puerto Cabras fino al 1956) è un comune spagnolo di 38 711 abitanti situato nella comunità autonoma delle Canarie, sull'isola di Fuerteventura, di cui è il capoluogo. La città è sede delle principali vie di comunicazione dell'isola, come il porto commerciale per i collegamenti marittimi con le altre isole dell'arcipelago e l'aeroporto internazionale.

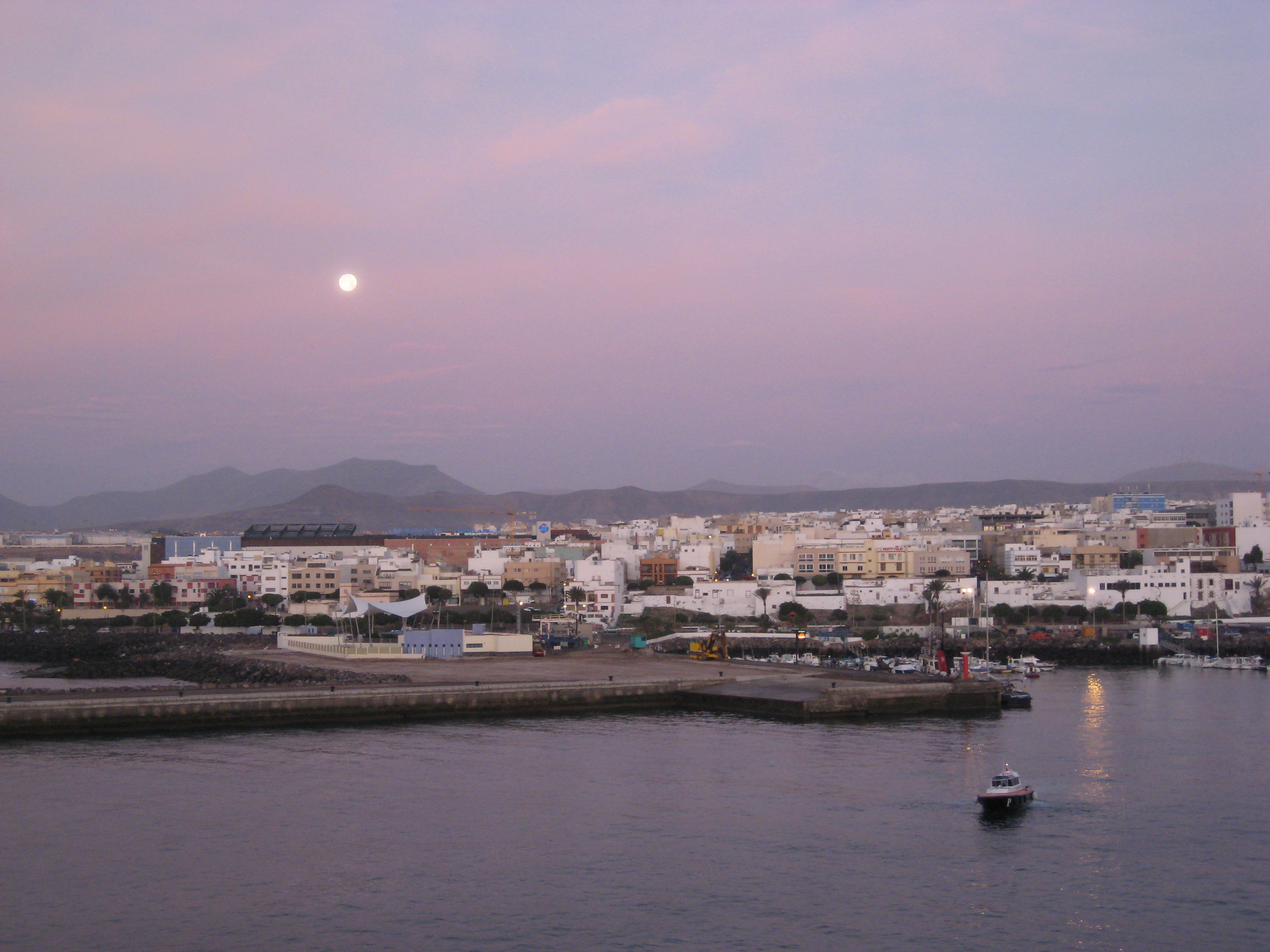
Vista della città

## Turismo e cultura
Sede di tutti gli organi governativi, Puerto del Rosario comprende tutti gli uffici principali, l'ospedale e gli istituti scolastici superiori.
Dislocato per l'intera cittadina è il Parque Escultórico, un museo all'aria aperta composto da circa 50 statue, collocate in vari punti e quartieri, sculture di varie fogge e stili.
Il museo-casa del primo esilio del poeta Miguel de Unamuno è ubicato nel centro della città, mentre alla "casa dell cultura" si svolgono mostre, rappresentazioni teatrali e concerti.
Al piano superiore della stazione dei bus (las guaguas) un vasto spazio è dedicato al mercato dei prodotti agro/alimentari dell'isola, dove contadini e pescatori conferiscono i loro prodotti.

## Frazioni
Della municipalità fanno parte anche altre località: La Ampuyenta, La Asomada, Casillas del Ángel, Los Estancos, Guisguey, Llanos de la Concepción, La Matilla, El Matorral (dove si trova l'aeroporto di Fuerteventura), Las Parcelas, Puertito de los Molinos, Puerto Lajas, Tefía, Tesjuates, Tetir ed El Time.